# Ammomanopsis
Ammomanopsis is een monotypisch geslacht van zangvogels uit de familie leeuweriken (Alaudidae).

## Soorten
De enige soort in dit geslacht is:
- Ammomanopsis grayi – Namibleeuwerik